# Route 155 (Québec)
Pour les articles homonymes, voir Route 155.
La route 155 (R-155) est une route nationale québécoise d'orientation nord / sud située sur la rive nord du fleuve Saint-Laurent. Elle dessert les régions administratives de la Mauricie et du Saguenay-Lac-Saint-Jean.

## Histoire

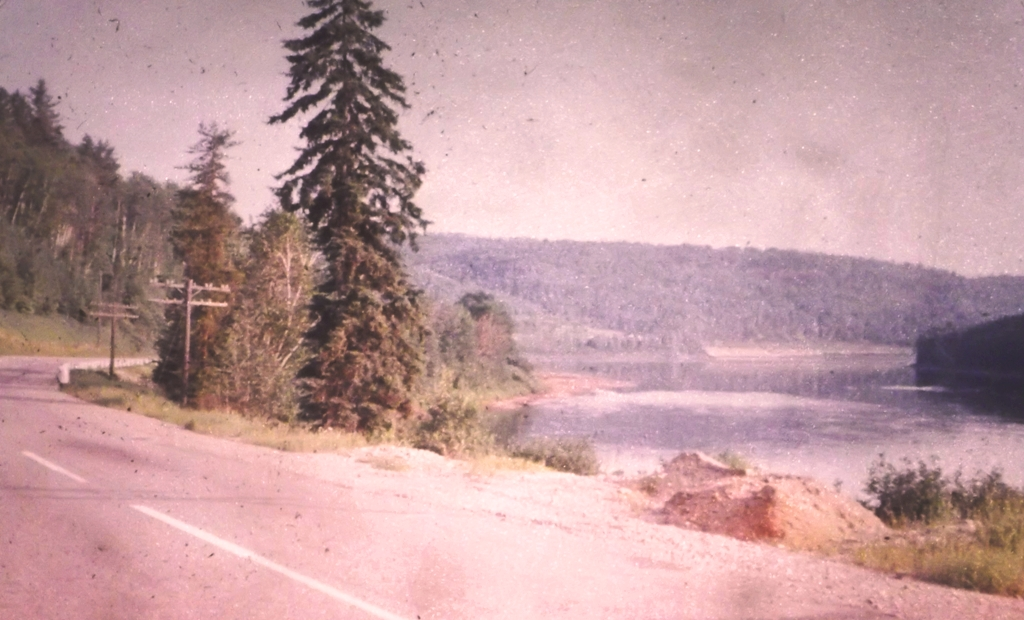
La route 19 vers La Tuque en 1963 (maintenant route 155)

Le projet de relier la région de la Mauricie et le Lac St-Jean ne date pas d’hier. Dès le début du XIXe siècle, des représentations sont effectuées auprès du gouvernement de la province. Ainsi en juin 1874, le conseil de la paroisse de Roberval élabore une résolution afin de demander que cet accès routier se réalise.
Il faudra attendre au début des années 1930 pour le gouvernement du Québec décide de mettre de l’avant le projet d’une route entre La Tuque et le Lac-St-Jean. D’autre part, en 1936, le gouvernement fédéral annonce un vaste programme de constructions de routes à travers le Canada. À cet effet, Ottawa annonce la réalisation du tronçon La Tuque Lac-St-Jean. Cependant, le début des travaux sera reporté d’une année en raison de la déclaration de guerre par l’Allemagne.
Le député du comté de Joliette Romulus Ducharme pilote en 1936 une délégation d’élus auprès du premier ministre Maurice Duplessis afin d’obtenir la construction d’une route entre La Tuque et Roberval. Ce n’est qu’en 1939 que le ministère de la Colonisation du Québec autorise ces travaux.
La période de l’après-guerre va permettre aux Chambres de commerce de Chicoutimi, du Lac-St-Jean et de la Mauricie de relancer le projet. Les efforts porteront fruits car, en 1966, la route La Tuque / Lac-Bouchette est officiellement inaugurée.
En mars 2000, le gouvernement du Québec, par l'entremise du ministre des Transports Jacques Brassard, annonce des investissements de 17,5 millions de dollars pour l'amélioration de la route entre les municipalités de Chambord et La Tuque.

## Tracé
Son extrémité sud (km 0) est située à Shawinigan, en prolongement de l'A-55 où elle débute dans un carrefour giratoire avec le lien joignant la route 153. Elle poursuit son trajet vers le nord en bordant la rivière Saint-Maurice. La seule ville sur son parcours est La Tuque. Depuis 2010, une voie de contournement de La Tuque est ouverte à la circulation, permettant d’éviter le centre-ville. Son extrémité nord est située à Chambord, où elle rencontre la route 169 en bordure du lac Saint-Jean.

## Projet d'amélioration
Étant le seul lien routier direct entre la sous-région du lac Saint-Jean et le centre du Québec, la route 155 possède une importance économique considérable notamment pour l'exploitation forestière. Une proportion significative de ses usagers est constituée de transporteurs lourds. Une voie de contournement à La Tuque a été ouverte en 2010,
Jusqu'en octobre 2006, elle se prolongeait vers le sud jusqu'à Saint-Léonard-d'Aston, mais le tronçon sud a été déclassé à la suite de l'achèvement de l'A-55 vers l'A-20.

## Localités traversées (du sud au nord)
Liste des municipalités dont le territoire est traversé par la route 155, regroupées par municipalité régionale de comté (MRC).

### Mauricie
Hors MRC
- Shawinigan

Mékinac
- Grandes-Piles
- Saint-Roch-de-Mékinac
- Trois-Rives

Hors MRC
- La Tuque
- La Bostonnais

### Saguenay-Lac-Saint-Jean
Le Domaine-du-Roy
- Lac-Bouchette
- Saint-François-de-Sales
- Chambord

## Intersections majeures
| MRC                   | Municipalité          | km     | Destinations                                         | Notes                                        |
| --------------------- | --------------------- | ------ | ---------------------------------------------------- | -------------------------------------------- |
| Shawinigan            | Shawinigan            | 0,00   | A-55 sud – Trois-Rivières                            | Terminus nord de l'A-55; carrefour giratoire |
| Mékinac               | Saint-Roch-de-Mékinac | 24,00  | R-159 sud – Saint-Tite                               | Terminus nord de la R-159                    |
| Le Domaine-du-Roy     | Chambord              | 248,30 | R-169 – Métabetchouan–Lac-à-la-Croix, Alma, Roberval |                                              |
| - Transition de route |                       |        |                                                      |                                              |